# Captain Scarlett
Captain Scarlett (no Brasil: Capitão Escarlate; em Portugal: Capitão Scarlet) é um filme estadunidense de 1953 dirigido por Thomas Carr.

## Enredo
Capitão Escarlate salva a princesa Maria de ser raptada durante uma viagem. Ele descobre que ela está para se casar com um homem de quem ela não gosta, então o Capitão tenta ajudá-la, mas acaba na prisão por seus esforços. Ele escapa e, finalmente, ajuda a noiva relutante que acaba juntando-se a ele e seu ajudante tornando-se em algo como os três mosqueteiros.

## Elenco
- Richard Greene como Cap. Carlos Scarlett
- Leonora Amar como Princesa Maria
- Nedrick Young como Pierre DuCloux
- Manuel Fábregas como Duque de Corlaine
- Carlos Múzquiz como Etienne Dumas
- Isabel del Puerto como Josephine Prenez
- George Treviño como o frade